# Anthem Rugby Carolina
Anthem Rugby Carolina es un equipo profesional de rugby con sede en la ciudad de Charlotte, Carolina del Norte, Estados Unidos.
El club compite en la Major League Rugby, el principal torneo de rugby de Estados Unidos.

## Historia
La creación de la franquicia Anthem Rugby Carolina fue anunciada en enero de 2024, apenas dos meses antes del inicio de la temporada 2024 de la Major League Rugby, y cuando ya se había hecho público el calendario de competiciones. El proyecto es el resultado de una colaboración entre la Federación Americana y la liga profesional, con el apoyo de World Rugby. 
El equipo pretende servir a la federación y trabajar en beneficio de la selección nacional de cara a los Mundiales de 2027y 2031: la plantilla deberá estar formada por una gran mayoría de jugadores elegibles para la selección nacional y con un alto margen de progresión, es decir, jóvenes talentos estadounidenses. Se trata, en definitiva, de una versión MLR de la selección de los Hawks, que ya jugó sus partidos en Charlotte.  Muchos observadores esperaban que el equipo se llamara Charlotte Hawks.
Los equipos de la MLR pondrán jugadores a disposición para reforzar la plantilla. Eventualmente se reclutarán jugadores extranjeros, pero en proporciones menores que en otras franquicias de MLR.
Luego del fracaso de las Águilas en su clasificación para el Mundial de 2023, la iniciativa de Anthem Rugby Carolina es bien recibida por la mayoría de observadores y simpatizantes. Pero para los detractores de la liga, se trata también de una admisión de fracaso por parte del MLR. 